# Hans Liepmann (Physiker)
Hans Wolfgang Liepmann (* 3. Juli 1914 in  Berlin; † 24. Juni 2009 in La Cañada Flintridge, Kalifornien) war ein deutschamerikanischer Physiker und Ingenieur, der sich mit Hydrodynamik und Aerodynamik beschäftigte.

## Leben
Liepmann wuchs in Berlin als Sohn eines Arztes (und Direktors eines Hospitals) auf und dort machte er auch Abitur. 1934 ging er mit seiner Familie auf der Flucht vor den Nationalsozialisten nach Istanbul, wo sein Vater die Gynäkologie-Abteilung an der Universität leitete. Er besuchte die Universität in Istanbul und wurde 1938 an der Universität Zürich promoviert (in Tieftemperaturphysik bei Richard Bar). Er hörte dort auch Physik-Vorlesungen bei Gregor Wentzel. Ab 1939 war er als Aeronautics Fellow am Caltech bei Theodore von Kármán. 1945 wurde er dort Assistant Professor, 1946 Associate Professor und 1949 Professor für Aeronautik. 1976 war er Charles Lee Powell Professor für Hydrodynamik und Thermodynamik und ab 1984 von Karman Professor. Seit 1985 war er Professor Emeritus. 1972 bis 1985 war er Direktor der Graduate Aeronautics Laboratories (GALCIT).
1993 erhielt er die National Medal of Technology für herausragende Forschungsbeiträge zur Hydrodynamik und 1986 die National Medal of Science. 1980 erhielt er den Hydrodynamik Preis der American Physical Society und 1985 ihren Otto Laporte Award. Er war Ehrendoktor der Universität Aachen und erhielt den deutschen Ludwig-Prandtl-Ring. Er war Mitglied der National Academy of Engineering und der National Academy of Sciences. 1960 wurde er in die American Academy of Arts and Sciences gewählt.
Er beschäftigte sich mit vielen Gebieten der Hydrodynamik wie Strömungsinstabilitäten, Turbulenz, Fluss von flüssigem Helium, Gaskinetik, viskose inkompressible Flüssigkeiten, Wechselwirkung von Stoßwellen mit Grenzschichtströmungen, turbulente Scherströmung, Aufheizung von Flugzeugen bei Überschall, Chemie turbulenter Mischungen, Magnetohydrodynamik und Plasmaphysik. Am Caltech betreute er über 60 Doktoranden. Während des Zweiten Weltkriegs beschäftigte er sich mit Hochgeschwindigkeits-Aerodynamik für Flüge nahe der Schallgrenze (transsonischer Bereich).
Am Caltech war er mitverantwortlich für die Etablierung eines Studiengangs Angewandte Mathematik (1967) und (mit Amnon Yariv und Roy W. Gould) für Angewandte Physik (1974).

## Schriften
- mit Allen E. Puckett: Introduction to the Aerodynamics of a Compressible Fluid, Wiley 1947
- mit Anatol Roshko: Elements of Gas Dynamics, Wiley 1957, Dover 2002